# Mahu Kalan
Mahu Kalan is een census town in het district Sawai Madhopur van de Indiase staat Rajasthan. 

## Demografie
Volgens de Indiase volkstelling van 2001 wonen er 8542 mensen in Mahu Kalan, waarvan 52% mannelijk en 48% vrouwelijk is. De plaats heeft een alfabetiseringsgraad van 60%. 